# سید مهدی فرخ

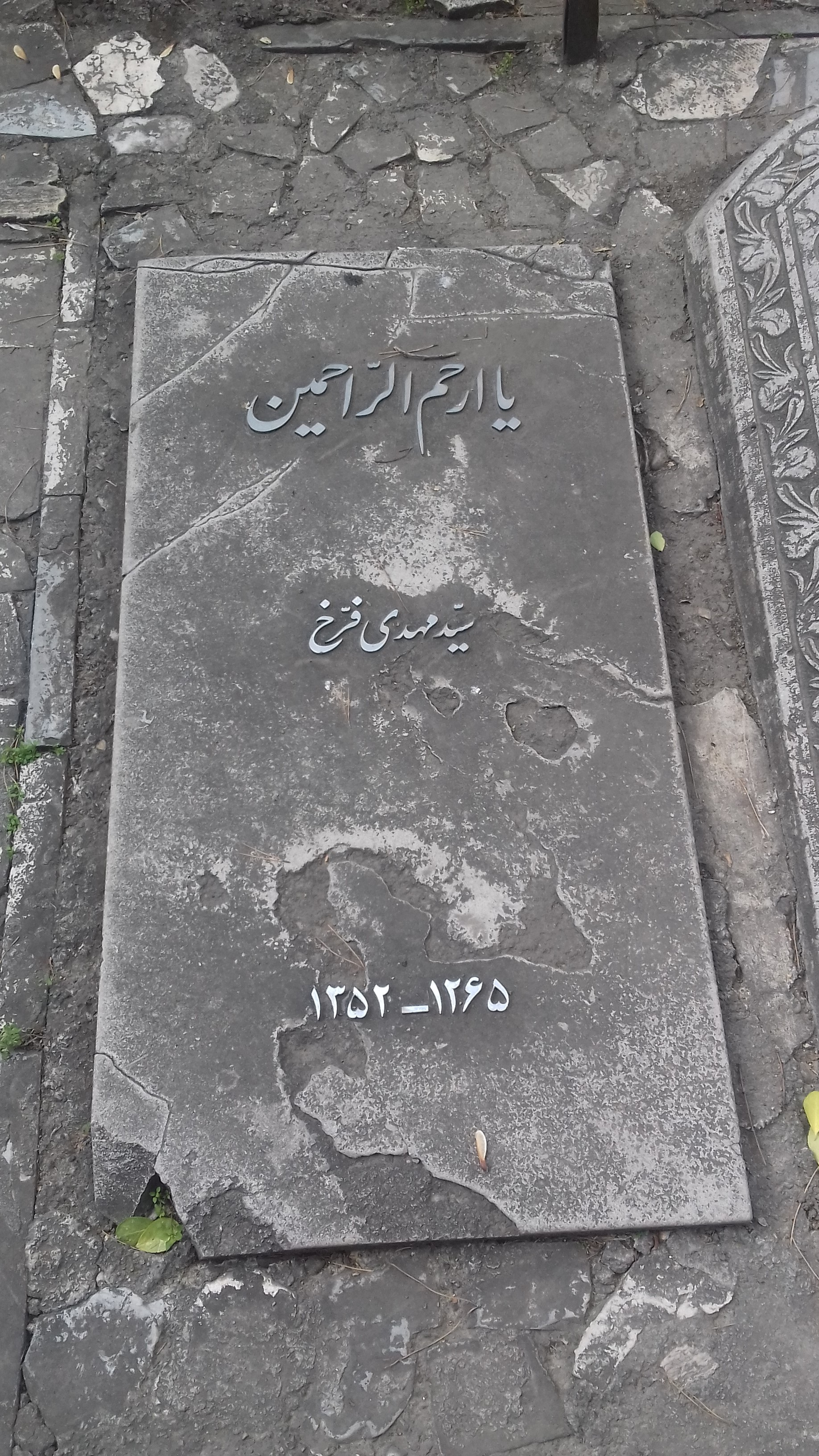
سنگ قبر مهدی فرخ در گورستان ظهیرالدوله دربند

سید مهدی فرخ (۱۲۶۵– ۱۴ آذر ۱۳۵۲، تهران) ملقب به مبین‌السلطنه و بعد معتصم‌السلطنه دولت‌مرد ایرانی اواخر دوره قاجار و دوره پهلوی بود. او نخستین وزیر صنایع و نخستین وزیر خواربار ایران است. نزدیک به نیم قرن مشاغل و مقامات مختلف حکومتی و سیاسی داشت: هفت مرتبه استاندار و پنج نوبت وزیر و سه دوره سناتور و دو دوره نماینده مجلس و دو دفعه سفیرکبیر شد.

## آغاز کار
پدرش سیدمحمد سادات تهرانی و مادرش دختر میرزا علی‌نقی‌خان حکیم‌الممالک بود. در سیزده سالگی لقب مبین‌السلطنه و فرمان مستوفی‌گری از مظفرالدین شاه گرفت. پس از تحصیلات ابتدائی و متوسطه به مدرسه سیاسی راه یافت، دوره آن مدرسه را قبل از مشروطیت پایان داد و در اداره تذکره و دفتر وزارتی وزارت امور خارجه مشغول کار شد.
نخستین مأموریت مبین‌السلطنه در قفقاز بود. چندی در باطوم و گنجه نایب کنسول بود تا در ۱۳۳۱ قمری (۱۲۹۲ خورشیدی) به ایران بازگشت و به عنوان کارگزار، مأمور خدمت در تربت حیدریه شد. کارگزاران وزارت خارجه مسئول رسیدگی به امور قضائی اتباع بیگانه در کشور، به‌ویژه اتباع روسیه بودند چون بنابر معاهده‌ها و توافق‌نامه‌های کاپیتولاسیون، محاکم عدلیه نمی‌توانستند به شکایات علیه آنها رسیدگی کنند یا در صورت ارتکاب جرم مورد پیگردشان قرار دهند.
در انتخابات دوره سوم قانونگزاری، مبین‌السلطنه از طرف مردم تربت حیدریه به مجلس رفت و جزو جوانترین نمایندگان مجلس شد. این دوره با شروع جنگ جهانی اول و مهاجرت نمایندگان به کرمانشاه بیش از یک سال طول نکشید. پس از تاجگذاری احمدشاه لقب معتصم‌السلطنه گرفت.
معتصم‌السلطنه پس از پایان نیمه‌کاره مجلس در سال ۱۲۹۴ به وزارت خارجه بازگشت و سرحددار سیستان و پس از مدتی کارگزار گیلان شد. پس از دو سال ریاست اداره تحریرات روس در وزارت خارجه به عهده او واگذار شد.

## قیام پسیان
با پایان جنگ جهانی اول، تصمیم به بازگشایی مجلس گرفته و انتخاب برگزار شد. معتصم‌السلطنه از سیستان انتخاب شد اما با کودتای سوم اسفند ۱۲۹۹ دولت سید ضیاءالدین طباطبایی از تشکیل مجلس جلوگیری کرد و او را با سمت کارگزاری کل وزارت خارجه به خراسان فرستادند.
در خراسان، معتصم‌السلطنه از دوستان و نزدیکان کلنل محمد تقی خان پسیان شد و در قیام او شرکت جست. با سقوط کابینه سیدضیاء و تشکیل مجلس در تابستان ۱۳۰۰ به اعتبارنامه معتصم‌السلطنه که متهم با همکاری با سیدضیاء بود اعتراض و رسیدگی آن به کمیسیون تحقیق سپرده شد. در این بین کلنل پسیان کشته شد و دولت برای بازداشت معتصم‌السلطنه که به دلیل نمایندگی دارای مصونیت بود از مجلس اجازه خواست اما معتصم‌السلطنه به قائنات گریخت و از آنجا به بیرجند نزد محمد ابراهیم خان علم پناه برد. مجلس نیز به رد اعتبارنامه او رأی داد.

## بازگشت به صحنه
دو سال بعد، معتصم‌السلطنه بار دیگر به صحنه سیاسی بازگشت و در سال ۱۳۰۲ در کابینه مشیرالدوله به ریاست محاسبات (حسابداری) وزارت امور خارجه و سپس مدیرکل مالی آن وزارتخانه رسید. فرخ در سال ۱۳۰۵ با عنوان وزیر مختار به افغانستان رفت و مدت دو سال در آن کشور اقامت داشت. او در ششم آذر ۱۳۰۶ «عهدنامه ودادیه و تأمینیه» را با غلام صدیق‌خان کفیل وزارت خارجه افغانستان امضا کرد که مبنائی بر روابط دو کشور شد.

## نخستین وزیر صناعت
شغل بعدی فرخ معاونت اعتمادالدوله قراگوزلو وزیر معارف بود که در تابستان ۱۳۰۸ به آن منصوب و در هفدهم امرداد به مجلس معرفی شد. در خرداد ۱۳۱۰ که وزارت اقتصاد ملی به سه اداره صناعت، تجارت و فلاحت تقسیم شد، معاونت وزیر و ریاست اداره صناعت به فرخ واگذار شد. در نوزدهم تیر ۱۳۱۱ ریاست اداره کل فلاحت هم زیر نظر او رفت. در تمام این مدت، وزارت اقتصادی ملی وزیر نداشت و زیر نظر مستقیم نخست‌وزیر (مهدی‌قلی هدایت) اداره می‌شد. از مهم‌ترین اقدامات فرخ در این سمت، تأسیس بانک فلاحتی و صنعتی در سال ۱۳۱۲ بود.
با سقوط کابینه هدایت در شهریور ۱۳۱۲ فرخ از سمت خود کنار رفت تا اینکه در سال ۱۳۱۴ به حکومت ارومیه منصوب شد. در اول مهر ۱۳۱۶ محمود جم دوباره او را به عنوان رئیس اداره کل صناعت و معادن به مجلس معرفی‌کرد. پس از یک هفته در هشتم مهر، جم لایحه‌ای دو فوریتی به مجلس برد و اداره کل صناعت و معادن را به وزارتخانه تبدیل و فرخ را به عنوان وزیر صناعت به مجلس معرفی کرد. فرخ نخستین وزیر صناعت ایران شد. مدت وزارتش زیاد به طول نینجامید. در فروردین ۱۳۱۷ استعفا داد و در یازدهم اردیبهشت جای او را ابوالقاسم فروهر گرفت.
فرخ در سال ۱۳۱۹ استاندار استان هفتم شد که استان‌های فارس و بوشهر کنونی و همچنین شهرستان بهبهان را در بر می‌گرفت. در شهریور ۱۳۲۰ به استانداری استان هشتم تغییر مأموریت یافت که شامل استان‌های کرمان، هرمزگان و سیستان و بلوچستان کنونی می‌شد.

## وزیر و دشمنسهیلی
در تیر ۱۳۲۱ فرخ از کرمان احضار شد و در شانزدهم آن ماه در کابینه سهیلی به عنوان وزیر کشور به مجلس معرفی شد. هنوز یک ماه از وزارت کشور او نگذشته بود که کابینه سهیلی دچار بحران شد و در هشتم امرداد کنار رفت. قوام‌السلطنه به جای سهیلی به زمامداری رسید و برای رسیدگی به وضع نابسامان غله کشور، لایحه تأسیس وزارت خواربار را به مجلس برد و در دوم مهر سید مهدی فرخ را به سمت وزیر این وزارتخانه به مجلس معرفی کرد.
در انتخابات دوره چهاردهم قانونگزاری در سال ۱۳۲۲، فرخ به نمایندگی از زابل و سیستان به مجلس رفت. در همین دوره چند بار سخن از نخست‌وزیری و ریاست مجلس وی پیش آمد. فرخ در آغاز این دوره دو بار علیه علی سهیلی اعلام جرم کرد که بتازگی از نخست‌وزیری کنار رفته بود. در نخستین اعلام جرم در دهم فروردین ۱۳۲۳، سهیلی و وزیر کشور او سید محمد تدین را به دخالت در انتخابات متهم کرد و در دومین اعلام جرم در سوم اردیبهشت، سهیلی را متهم کرد که در آخرین ماه‌های سلطنت رضا شاه که وزیر کشور بوده، از امکانات این وزارت‌خانه استفاده شخصی کرده است. سهیلی و تدین هر دو پس از محاکمه در دیوان کشور تبرئه شدند.
سال بعد، صدرالاشراف فرخ را برای استانداری آذربایجان در نظر گرفت و فرمان او صادر شد ولی به سبب مخالفت شوروی با او، اعزامش به تأخیر افتاد تا اینکه دولت حکیم‌الملک روی کار آمد و سهام‌السلطان بیات را برای استانداری آذربایجان در نظر گرفت. خودش در انتقاد از این تصمیم گفت که اگر او را به استانداری آذربایجان می‌فرستادند: «اگر شکی و شیروان گنجه و بادکوبه به کشور ما اعاده نمی‌شد، اما کمیته استقلال‌طلبی هم در آذربایجان تشکیل نمی‌شد. مگر این که من کشته می‌شدم و از روی جنازه من رد می‌شدند». در آذر ۱۳۲۴ فرخ استاندار فارس شد که در آن زمان استان بوشهر کنونی و شهرستان بهبهان را نیز در بر می‌گرفت.
فرخ در ۱۳۲۷ در دولت هژیر به سمت سفیرکبیر ایران در چین تعیین شد. فکر اعزام سفیرکبیر به چین در دولت حکیم‌الملک پیش آمد و عبدالحسین هژیر نامزد این سمت بود. او یک هفته قبل از نخست‌وزیری خود قرار بود به این مأموریت اعزام شود که از طرف مجلس به نخست‌وزیری رسید و پست سفارت ایران به سید مهدی فرخ تعلق گرفت.
فرخ یک سال در چین اقامت داشت تا در حکومت علی منصور در سال ۱۳۲۹ به ریاست کل شهربانی منصوب شد. با زمامداری رزم‌آرا سرتیپ دفتری به جای او نشست و فرخ به عنوان سناتور انتصابی آذربایجان به مجلس سنا رفت.
پس از کودتای ۲۸ مرداد ۱۳۳۲ فرخ به عنوان نماینده خراسان به مجلس سنا رفت (دوره دوم). در این دوره در شانزدهم اسفند ۱۳۳۳ به عضویت شورای عالی شرکت نفت انتخاب شد. سال بعد برای بار سوم به استانداری فارس رفت. یک سال بعد استاندار خراسان شد و مدتی در این سمت باقی بود تا به تهران احضار شد و دیگر از آن تاریخ شغلی به وی ارجاع نشد تا دوره پنجم مجلس سنا که سناتور انتصابی تهران بود.
مهدی فرخ در اواخر عمر به انتشار خاطرات زندگانی سیاسی خود در مجله سپید و سیاه پرداخت که بعداً به صورت کتابی منتشر شد.

## آثار
- تاریخ مختصر افغانستان
- نظری به مشرق
- تاریخ سیاسی افغانستان
- یک سال در چین
- خاطرات سیاسی فرخ
- شجره خبیثه